# Private School (película de 1983)
Private School es una película de 1983 dirigida por Noel Black.

## Sinopsis
Christine "Chris" Ramsey yace en la cama contándole una novela romántica de mala calidad a Betsy, su compañera de cuarto en la Academia Cherryvale para Niñas en el Norte de California . Mientras tanto, tres estudiantes de la cercana Academia Freemount para Hombres, entre ellos Jim Green y su obeso y desaliñado amigo Bubba Beauregard, se cuelan en Cherryvale para espiar a las chicas. Jordan Leigh-Jensen, que se está duchando en ese momento, ve que los chicos la están mirando y pide ayuda a Chris y Betsy para ahuyentarlos; los tres chicos se caen del costado del edificio. En respuesta a ser molestados, los compañeros de cuarto prenden fuego a una bolsa de estiércol de caballo y la ponen frente a la puerta de Jordan.
Más tarde esa noche, en un baile mixto, Chris revela que Jim es su novio; mientras la pareja baila, Chris le dice a Jim que ha decidido que quiere entregarle su virginidad. Después de un discurso de la directora, la señorita Dutchbok, la banda toca una canción lenta mientras Jordan baila solo y conspira contra Chris. Bubba, luciendo una erección por el baile lento, se escapa a la oficina de la directora con Betsy para beber y tener sexo; sin embargo, la directora y sus amigos los descubren en el acto. Al día siguiente, después de los ejercicios aeróbicos matutinos y una clase de educación sexual, Chris reserva un hotel para Jim y para ella.
Después de otro período de tiempo, los estudiantes de las dos escuelas están montando a caballo juntos. Jordan trota más allá de donde Chris y Jim están hablando y le muestra sus pechos a Jim. En venganza, Betsy le roba la camisa a Jordan, lo que obliga a esta última a montar en topless frente a la directora y los exalumnos . Ese fin de semana, Jim va a comprar condones, pero la farmacéutica lo confunde y termina comprando productos de higiene dental; cuando Chris va a comprar la protección ella misma, se distrae y finalmente la ve la señorita Dutchbok.
Después de jugar un rato a los videojuegos en la sala de juegos, Jim se avergüenza de hablar románticamente por teléfono con Chris, mientras que Jordan jura vengarse aún más. Durante la noche, Betsy toma represalias contra Jordan y su compañera de cuarto Rita cortando las puntadas de sus uniformes de animadoras. Al día siguiente, el entrenador Whelan agarra accidentalmente la parte superior de Jordan y durante una rutina de porristas, Rita y el entrenador se avergüenzan cuando cada uno expone un pecho ante las risas de sus compañeros de clase y los silbidos del equipo de fútbol masculino. Como castigo por la broma, una enojada señorita Dutchbok confina a Jordan, Rita, Betsy y Chris en el campus durante una semana. Esa noche, Jim, Bubba y otro amigo se visten de mujeres y se cuelan en el dormitorio de las chicas. Jim es atrapado por Jordan, quien lo molesta con una botella fría y lo obliga a darle un masaje. Mientras tanto, Bubba se encuentra con Betsy para una cita, pero se va a fumar un cigarrillo antes de tener relaciones sexuales. Mientras Bubba está en la cornisa afuera del baño de Betsy, se asoma al dormitorio de Jordan, donde ella está acostada boca abajo en la cama en sujetador y bragas, mientras Jim le masajea la espalda. Betsy busca a Bubba y lo pilla mirándola, cerrando la ventana de golpe con disgusto. Bubba, atónita cuando Jordan empieza a hacer girar su trasero desnudo hacia Jim, se cae del alféizar. Mientras tanto, después de que Jim le confiesa a Jordan que, de hecho, es un chico (cosa que Jordan ya sabía), ella finge gritar y lo echa de la habitación, lo que lleva a Chris a descubrir su indiscreción. Chris abandona la casa de la hermandad de chicas, avergonzado y desconsolado.
Después de varios días de intentar sin éxito recuperar a Chris, Jim le pide ayuda al padre de Chris en el asunto durante el día de visita de los padres. Después de que él y Betsy le digan a Chris que se lleve a Jim de vuelta, ella lo hace. Mientras tanto, el padre de Jordan tiene relaciones sexuales con su nueva madrastra mientras el chofer Chauncey escucha. No mucho después, la señorita Dutchbok, que ha confundido a Chauncey con el señor Leigh-Jensen (el padre de Jordan), tiene relaciones sexuales con él en la parte trasera del coche de Leigh-Jensen. Bubba y Betsy, que buscan tener otra cita, suben al asiento delantero y encienden los altavoces, asegurándose de que la indiscreción del chofer y la señorita Dutchbok sea conocida por todos los presentes en el programa. Al darse cuenta de lo que ha hecho Bubba, la señorita Dutchbok se abalanza sobre él, lo que finalmente hace que el coche se descontrole por una colina y se caiga en la piscina. Chris y Jim luego se van para su noche de romance en el hotel. Después de no poder tener sexo esa noche porque Chris encuentra el hotel demasiado cursi, además de enfermarse por la comida del servicio de habitaciones y el champán, tienen sexo en la playa por la mañana. Mientras tanto, Bubba comienza a coquetear con Jordan, lo que finalmente lleva a Jordan a hacerle una visita de medianoche; cuando Betsy los descubre juntos, se pone furiosa. La escena final muestra el día de la graduación, donde las chicas que se gradúan en la primera fila le muestran el trasero a la directora, la señorita Dutchbok.

## Elenco
- Phoebe Cates como Christine Ramsey.
- Betsy Russell como Jordan Leigh-Jenson.
- Matthew Modine como Jim Green.
- Michael Zorek como Bubba Beauregard.
- Fran Ryan como la señorita Dutchbox.
- Kathleen Wilhoite como Betsy.
- Ray Walston como Chauncey.
- Sylvia Kristel como Ms. Regina Copoletta.
- Jonathan Prince como Roy
- Kari Lizer como Rita.
- Richard Stahl como el señor Flugel
- Julie Payne como el entrenador Whelan.
- Frank Aletter como el señor Leigh-Jenson
- Frances Bay como Birdie Fallmouth.
- Burke Byrnes como el señor Ramsay